# ぽこぽん日記
ぽこぽん日記（ぽこぽんにっき、ラテン文字表記：POKOPON NIKKI）は、日本のサンリオによるキャラクター。
1986年に開発。

## キャラクター
ぽこぽん
声 - 田中真弓
本名は「本舗固 歩香本（ぽんぽこ ぽこぽん）」。○×県ぶんぶく群大字カチカチ村生まれで誕生日はぽこぽん年の十五夜（9月15日）。立派なたぬきになるため、東京の狸小路3丁目に下宿して大家のおばさんの世話になり、そこで修行に励んでいる。俳句を読むのが得意で、ドジだが純情で明るく好奇心旺盛な男の子。一人称は「オラ（おら）」で、語尾に「〜ダス（だす）」をつけて話す。両親が恋しい時ははらづつみで元気を出す。お化けとカミナリが苦手。
花ちゃん（お花ちゃん）
声 - 三田ゆう子
本名は「分部久 花（ぶんぶく はな）」。ぽこぽんのガールフレンド。カチカチ村の自然の中に住んでいて、花を摘んだりきのこを採ったりしている。ぽこぽんから送られて来る手紙が待ち遠しくいつも想っている。お転婆だがやさしくて素直。言葉は標準語を話す。誕生日はぽんぽこ年のひなまつり生まれ（3月3日）。
※花ちゃん（お花ちゃん）のキャラクターとしての初登場は、サンリオピューロランド 1991年夏の「ぽこぽんの盆踊り」（知恵の木ステージ）が最初で、同年夏からメルヘンシアターで公演された「ハローキティのドレミの歌」にも花ちゃんが登場した。
本舗固 狐狸庵（ぽんぽこ こりあん）
カチカチ村に住んでいるぽこぽんの父。しょじょ寺で住職をしている。
本舗固 夢千代（ぽんぽこ ゆめちよ）
ぽこぽんの母で料理が上手。芸者をしていた。
分部久 源内（ぶんぶく げんない）
花ちゃんの父。かちかち村診療所の先生。狐狸庵さんとは幼友達。けろけろけろっぴのけろっぴの父とは医者友達である。
うずら
狸小路3丁目のあき地にいる猫。ぽこぽんと仲良し。

## 映像化

### 劇場映画
- 『サンリオ世界名作映画館』（サンリオアニメフェスティバル）
  - 『ぽこぽんのゆかいな西遊記』（1990年）

1990年7月21日、第2回サンリオアニメフェスティバルとしてアニメーション映画化され、東宝系で劇場公開された。上映時間60分。
- 発売日：1992年7月21日
- レーベル：サンリオより発売。
- 概要：VHS版（SAVV-108 : ISBN 4387030801 ）、後にDVD版（「ハローキティの魔法の森のお姫さま」とのカップリング : V-1612）がサンリオより発売された。

### オリジナルビデオ
『オリジナルストーリーアニメ』シリーズ
- 『ぽこぽんの里帰り』（「たあ坊のガンバル宣言」、「エディ&エミィのイニシャルリングは2人で」とのカップリング）

発売日：1993年5月21日 VHS版（SAVV-5006）、後にDVD版（「サンリオアニメ ベストセレクション 50 たいせつな自然編」に下記作品と共に収録 : V-1779）がサンリオより発売された。
- 『ぽこぽんのキツネ川温泉へんしん合戦』（「サムとチップのハチャメチャ大レース」、「名探偵ハンギョドン」とのカップリング）

発売日：1993年6月21日 VHS版（SAVV-5008）

## 関連楽曲
- ぽこぽん音頭
  - 作詞：尾上稔（1番）、いちごメイト（2〜5番）、作曲・編曲：菊池俊輔、歌：田中真弓
  - 2〜5番の歌詞は『いちご新聞』の読者（いちごメイト）から募集したフレーズを元に取りまとめられたものである[1]。なお、完成した歌詞は同紙1987年9月号（235号）で発表された。
  - CDとミュージックテープでの初出は1989年4月26日発売のアルバム『サンリオ いちご新聞増刊号 いちごのうた〜たあ坊のがんばる宣言』の中の5曲目「ぽこぽん音頭」であり、ビクター音楽産業（VMI）から発売された単独シングルCD「ぽこぽん音頭」も実在した。
- 友だちの友だちもお友だち
  - 作詞：ビーンズ豆田、作曲：関和則、編曲：OSNY MELO、歌：関和則
  - 1992年7月21日にサンリオより発売されたCDアルバム「学校いこう スクールソング」（SACV-2032）の7曲目に収録[13]。2分35秒。
- 父ちゃん大すき
  - 作詞：ビーンズ豆田、作曲：関和則、編曲：淡海悟郎、歌：田中真弓
  - 1992年7月21日にサンリオより発売されたCDアルバム「楽しい毎日のために ぼくたちの一日ソング」（SACV-2033）の6曲目に収録[14]。3分12秒。

### シングル
- 『サンリオキャラクター目覚ましCD ハローキティのおはよう!みんな』（1994年、サンリオ V-2616 ISBN 4-387-94071-9）
全9曲。当CDシングルの4曲目に「ぽこぽん」のタイトルで収録。楽曲ではなく、ぽこぽんが演じるドラマCDのような内容である。担当声優である田中真弓が演じている。

## サンリオキャラクター大賞の順位
『いちご新聞』の読者投票企画「サンリオキャラクター大賞」では第3回（1988年）の3位が歴代最高である。
2013年サンリオキャラクター大賞39位。2013年サンリオキャラクター大賞の特別企画である「これやります宣言」で、「10位以内ならぽこんがつけている日記を公開する」と宣言していたが、ランクインを逃し実現とはならなかった。近年は55位前後と低迷を続けている。
2020年は、コロナ関連によるサンリオショップの臨時休業が相次ぎ、思うようにサンリオショップ店頭からの投票（チップde投票）が出来なかったため、サンリオキャラクター大賞終了後の6月12日から30日にかけて、スピンアウト企画の 「チップde投票リターンズ」がサンリオショップ各店舗で開催され、サンリオショップのひとつのハーモニーランドにおいての結果は「ぽこぽん日記」は49位であった（この回の票は、公式にはサンリオキャラクター大賞本戦の結果には反映されない）。
また、いちご新聞オリジナル企画で2016年より「サブキャラコンテスト」が開催されている。第2回（2017年）の「サブキャラコンテスト」では「分部久 花」がノミネートされ、39位にランクインされた。第5回（2020年）でもは「分部久 花」がノミネートされ、46位にランクインされた。
- 2024年サンリオキャラクター大賞65位
- 2023年サンリオキャラクター大賞64位
- 2022年サンリオキャラクター大賞58位
- 2021年サンリオキャラクター大賞63位（いちご新聞ランキング59位[24]）。
- 2020年サンリオキャラクター大賞58位（いちご新聞ランキング60位[25]）。
- 2019年サンリオキャラクター大賞52位（いちご新聞ランキング55位[26]）。
- 2018年サンリオキャラクター大賞58位（いちご新聞ランキング69位[27]）。
- 2017年サンリオキャラクター大賞53位（いちご新聞ランキング62位タイ[28]）。
- 2016年サンリオキャラクター大賞57位（いちご新聞ランキング51位タイ[29]） ／ なでる投票63位[30]。
- 2015年サンリオキャラクター大賞49位[31]（いちご新聞ランキング53位[32]）。
- 2014年サンリオキャラクター大賞20位圏外[33][注釈 2]（いちご新聞ランキング43位[35]）。
- 2013年サンリオキャラクター大賞39位。
- 2012年サンリオキャラクター大賞39位[36]。
- 2011年サンリオキャラクター大賞35位[37]。
- 2010年サンリオキャラクター大賞20位圏外[38]。
- 1993年〜2009年サンリオキャラクター大賞10位圏外[2]。
- 1992年サンリオキャラクター大賞10位。
- 1991年サンリオキャラクター大賞9位。
- 1990年サンリオキャラクター大賞5位。
- 1989年サンリオキャラクター大賞5位。
- 1988年サンリオキャラクター大賞3位。
- 1987年サンリオキャラクター大賞4位[2]。

## その他
- 『いちご新聞』でぽこぽん日記が初めて表紙を飾ったのは、1987年1月号（227号）である[39]。
- 『いちご新聞』の1982年7月号（第173号）紙面に登場した「ぽん・きん・たん」の「きん」というぽこぽんのモデルとなった没キャラクターが存在した[1]。
- サンリオピューロランドのライブショー（スターライトパレードなど）やイベントにもライブキャラクター（着ぐるみ）として出演していた時期があったが、2020年現在は出演していない[注釈 3]。当園のキャラクターグリーティングには不定期に登場する。
- エクサムが発売するキッズ向けトレーディングカードアーケードゲームであるハローキティとまほうのエプロン 〜サンリオキャラクター大集合!〜の第3弾〜レッツ!ハンバーガークッキング〜』に登場するキャラクターのひとつとして「ぽこぽん日記」が起用された[40]。
- 2022年4月20日からハローキティ、ハンギョドンと共に和歌山県の共通返礼品を応援する「わかやま共通返礼品応援隊」に就任した[41]。